# Icke-linjärt spel
Ett icke-linjärt spel ställer spelarna inför utmaningar som kan slutföras i ett antal olika följder. Varje spelare ser bara några av de möjliga utmaningarna och några utmaningar kan spelas i olika följd. I ett linjärt datorspel möter spelaren istället spelets utmaningar i en bestämd följd. Varje spelare ser alla utmaningar och ser dem i samma följd.
Ett icke-linjärt datorspel ger större frihet åt spelarna än ett linjärt spel. Till exempel kan ett icke-linjärt spel tillåta flera spelsekvenser som avslutar spelet, ett val mellan olika vägar till seger, eller tillval av olika uppgifter (quests) och sidohandlingar (subplots). Några spel innehåller både linjära och icke-linjära inslag, och några spel erbjuder ett ”sandbox mode” som låter spelaren utforska en open world-miljö fristående från spelets huvudsakliga uppgift, om någon uppgift över huvud taget finns.
Ett spel som är utpräglat icke-linjärt kallas ibland sandlådespel eller öppet spel, och kännetecknas av att det inte finns någon ”bästa väg” att spela spelet. En vanlig konsekvens (avsiktlig eller oavsiktlig) av ett öppet datorspel är ett växande spel.